# Полуночная
Полуночная (устар. Полуночная Пыя) — река в России, протекает по Мезенскому району Архангельской области. Длина реки составляет 36 км.
Начинается из безымянного озера, лежащего на высоте 72,9 метра над уровнем моря среди болот. От истока течёт сначала на запад через заболоченный елово-берёзовый лес, затем сворачивает на юго-запад и течёт между болотами глубиной более 2 метров. Устье реки находится в 28 км по правому берегу реки Пыя на высоте 3 метра над уровнем моря.
Ширина реки ниже устья Правой Пыи — 10 метров, глубина — 1 метр; в низовьях — 8 и 1 метр соответственно.
В 18 км от устья, по левому берегу реки впадает река Правая Пыя. В 5 км от устья по левому берегу впадает река Берёзовая. В низовьях справа впадает речка Козловка.

## Данные водного реестра
По данным государственного водного реестра России относится к Двинско-Печорскому бассейновому округу, водохозяйственный участок реки — Мезень от водомерного поста деревни Малонисогорская и до устья. Речной бассейн реки — Мезень.
Код объекта в государственном водном реестре — 03030000212103000050770.